# إبراهيم محمد الغرياني
إبراهيم محمد بالقاسم الغرياني هو رئيس جامعة عمر المختار منذ 21 سبتمبر 2011.

## المؤهلات الدراسية
- بكالوريوس زراعة، قسم وقاية النبات عام 1979 – كلية الزراعة – جامعة قاريونس
- معيد بكلية الزراعة – جامعة قاريونس – فرع البيضاء
- ماجستير وقاية النبات (حشرات اقتصادية)، كلية الزراعة، جامعة الفاتح
- دكتوراه من مركز أبحاث وقاية النبات، عام 1994 - أكاديمية العلوم المجرية، بودابست (حشرات اقتصادية)

## التدرج الوظيفي
- نقيب أعضاء هيئة التدريس بجامعة عمر المختار خلال الفترة من 1987 – 1989
- الإشراف على مزارع الجامعة الإنتاجية (عضو لجنة الإنتاج) 1985 – 1988.
- رئيس لجنة مكافحة حفار ساق التفاح بمنطقة الجبل الأخضر 1995 - 2002.
- عضو اللجنة الفنية لمكافحة الآفات في ليبيا .
- رئيس قسم وقاية النبات بكلية الزراعة جامعة عمر المختار 1995 –1998.
- منسق فريق الوقاية بمشروع دراسة تنمية الغابات والزيتون بمنطقة الجبل الأخضر وعضو اللجنة المشرفة على هذا المشروع بمركز البحوث الزراعية والحيوانية
- رئيس وحدة تنسيق أبحاث التقنيات الحيوية بالمنطقة الشرقية 2002 .
- رئيــس جامعـة عمر المختار اعتباراً مـن 22/9/2011

## وصلات خارجية
Arab Scientist Organization